# 赫尔穆特·黑泽尔
赫尔穆特·黑泽尔（德語：Helmut Hänsel，20世纪—），德国男子赛艇运动员。他曾代表东德参加1966年世界赛艇锦标赛，获得男子四人单桨有舵手金牌。